# Amtsbezirk Weissenbach
Der Amtsbezirk Weissenbach war eine Verwaltungseinheit im Mühlviertel in Oberösterreich.
Der Amtsbezirk war der Kreisbehörde für den Mühlkreis, die sich in Linz befand, unterstellt und besorgte deren Amtsgeschäfte vor Ort. Die Zuständigkeit erstreckte sich neben Weissenbach auf die damaligen Gemeinden Königswiesen, Leonhart, Liebenau, Pierbach, Schönau und Weitersfelden. Damit umfasste er damals vier Märkte und 106 Dörfer.